# UGST
Der UGST (russisch УГСТ für Универсальная глубоководная самонаводящаяся торпеда) ist ein 533-mm-Torpedo der auf Unterseebooten der russischen Marine eingesetzt wird.
Die Waffe wurde vom Staatlichen Marineforschungsinstitut in Sankt Petersburg entwickelt und erstmals 2003 in der Öffentlichkeit vorgestellt. Seit 2015 befindet sich der Torpedo im Einsatz. Er kann zum Angriff auf Überwasserschiffe und U-Boote benutzt werden.

## Aufbau
Der Torpedo ist aus Modulen zusammengesetzt, die, je nach Einsatzart, ausgetauscht werden können. Der zylindrische Körper der 7,2 Meter langen Waffe hat einen Durchmesser von 533 mm und wird mit einer Axialkolbenpumpe über einen Wasserstrahlantrieb angetrieben, der sie bis auf 50 Knoten beschleunigen kann. Als Energiequelle dient flüssiger Brennstoff, der genug Energie liefert um den 2,2 Tonnen schweren Torpedo in Tiefen von bis zu 500 Metern auf Strecken von bis zu 50.000 Meter Länge anzutreiben. Der vordere Teil des Torpedokörpers ist, bedingt durch die Funktionsweise der Sonarantenne, mit abgeflachter Spitze ausgeführt. Ihr folgen die übrigen Sensoren und Computersysteme, der mit 300 kg Sprengstoff gefüllte Sprengkopf, die Antriebssysteme, der Wasserstrahlantrieb und die Fernsteuerungseinheit.

## Funktionsweise
Nach dem Abschuss folgt der Torpedo entweder den über die Steuerdrähte übermittelten Kurs, oder verfolgt sein Ziel selbstständig durch aktive oder passive Suche mit seinem eingebauten Sonar. Alternativ verfolgt er Ziele über die Kielwassersuche, bei der er den von Schiffen oder U-Booten erzeugten Verwirbelungen in deren Kielwasser folgt. Beim Erreichen des Ziels zündet die Sprengladung entweder durch einen Magnetzünder oder durch einen akustischen Annäherungszünder.

## Varianten
- UGST / Fisik: Initialversion, Geschwindigkeit 50 Knoten, Reichweite 50 km.[2]
- UGST / Fisik-2 (Futlyar): Verbesserte Version aus dem Jahr 2017. Mit neuem Suchkopf und neuem thermische Turbinentrieb 19DT. Geschwindigkeit 65 Knoten, Reichweite 60 km.[1]
- UGST-M: Exportversion[2]
- UGST NATO: Exportversion für NATO-Torpedorohre, mit einer reduzierten Gesamtlänge der Waffe auf 6,1 Meter, Reichweite, 40 km.
- UGST-T: Trainingstorpedo, mit Gegengewicht anstelle eines Sprengkopfes.